# Astropyga pulvinata
Astropyga pulvinata is een zee-egel uit de familie Diadematidae.
De wetenschappelijke naam van de soort werd in 1816 gepubliceerd door Jean-Baptiste de Lamarck.